# National Gallery of Art
La National Gallery of Art, in italiano anche Galleria nazionale d'arte, si trova lungo la Constitution Avenue a Washington negli Stati Uniti; si tratta di uno dei musei d'arte più vasti ed importanti del mondo, che copre, con le sue collezioni ricche di capolavori, quasi settecento anni di storia dell'arte, spaziando dall'arte europea a quella del Nuovo Mondo. La pinacoteca in particolare è la più vasta e completa degli Stati Uniti ed arriva, partendo dall'arte bizantina, fino al XX secolo.
La National Gallery of Art si formò essenzialmente grazie alle cospicue donazioni di privati, tra cui spiccano quelle di quattro grandi collezionisti americani: Andrew Mellon, Samuel Henry Kress, Peter Arrell Brown Widener e Chester Dale. A queste hanno fatto poi seguito, nel tempo, altre donazioni e acquisti.

## Storia

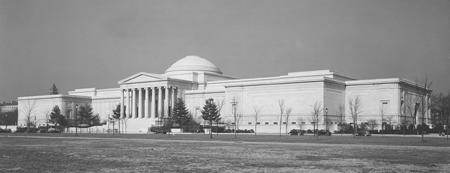
Il palazzo della National Gallery, ala ovest

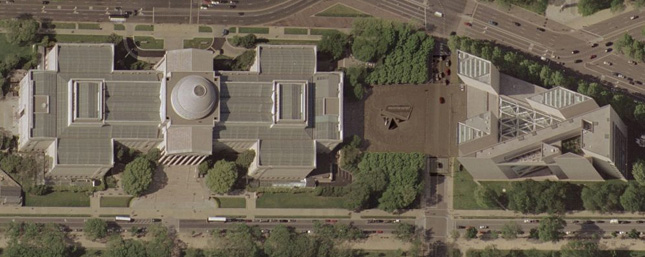
Veduta aerea della National Gallery of Art

La Galleria venne istituita nel 1937 per decreto del Congresso degli Stati Uniti, a seguito dell'importante donazione di dipinti del Quattro e Cinquecento italiano e fiammingo, del Seicento olandese e fiammingo e del Settecento inglese, nonché di sculture rinascimentali da parte del banchiere Andrew Mellon, americano di origini irlandesi, già segretario del Tesoro e ambasciatore a Londra. Nell'atto di donazione era specificamente richiesto l'impegno per la realizzazione di una grandioso edificio capace di ospitare la collezione e che il governo statunitense si facesse in seguito carico della prestigiosa istituzione. Inoltre nessuna opera doveva essere aggiunta alla collezione "se non dello stesso livello qualitativo" di quelle donate da lui.
Il primo nucleo di opere donate da Mellon, centoventuno dipinti e ventuno sculture, venne ceduto assieme ai fondi per la costruzione dell'edificio museale, da edificare in un terreno scelto appositamente sul Mall, tra il monumento a Washington e il Campidoglio. Mellon seguì personalmente i lavori fino al 1935 e scelse come architetto John Russell Pope, che progettò un ampio edificio in stile neoclassico. L'edificio venne completato nel 1941 quando Mellon era già deceduto.

### La collezione Mellon

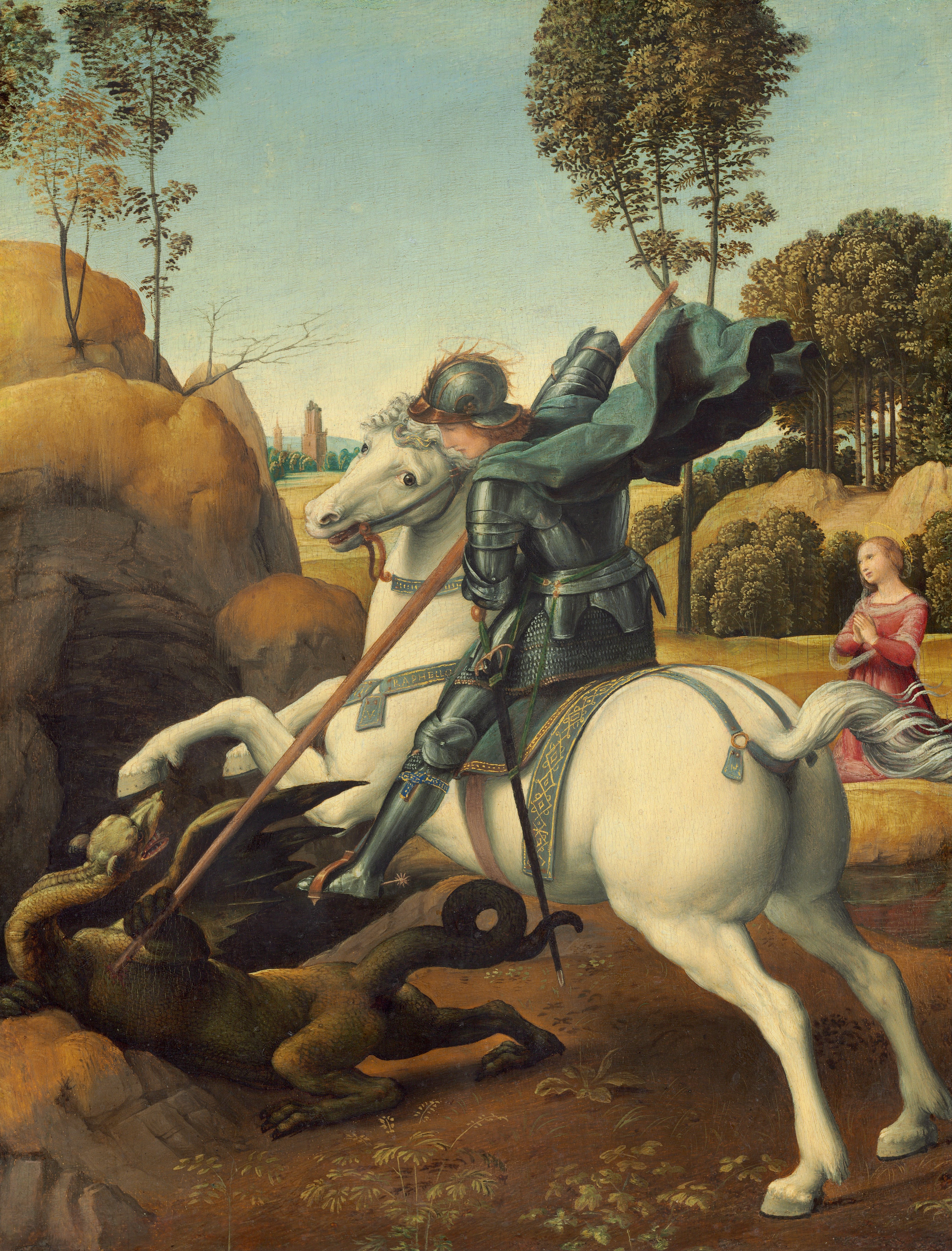
Raffaello, San Giorgio e il drago (1504-1506)

L'idea di una Galleria nazionale americana, sul modello di quella londinese, era maturara a Mellon verso il 1927. Già importante compratore sul mercato dell'arte antica, amico di altri collezionisti come Henry Clay Frick, da quell'anno Mellon iniziò a selezionare gli acquisti cercando di costituire un corpus di dipinti che potesse rappresentare il meglio dell'arte europea dal medioevo al XVIII secolo. Con la grande crisi del 1929 maturò ancora di più in lui una sorta di "missione" e aiutato da assistenti-consulenti come Knoedler e Joseph Duveen iniziò ad acquistare capolavori su tutte le piazze del mondo, compresa la Russia.
Il "grande colpo" avvenne tra il 1930 e il 1931, quando riuscì ad acquistare, in gran segreto, una serie di capolavori dell'Ermitage, messi in vendita da Stalin, pare per acquistare trattori. Per sei milioni e cinquecentomila dollari Mellow acquistò, tramite Knoedler, una serie incredibile di capolavori, da alcuni definita come il più grande cambio di proprietà nella storia del collezionismo artistico dai tempi di Napoleone I. Tra questi c'erano il San Giorgio e il drago e la Madonna d'Alba di Raffaello, il Ritrovamento di Mosè di Veronese, l'Annunciazione di Jan van Eyck, l'Adorazione dei Magi di Botticelli, oltre a alcuni dipinti di Tiziano, quattro van Dyck, cinque Rembrandt.
La sua collezione aveva anche un nucleo di arte americana, rappresentata dall'intera collezione di ritratti già posseduti da Thomas B. Clarke.
L'attività del padre continuò per mano della figlia Ailsa Mellon Bruce e del Mellon Fund, che nel 1961, in occasione del ventennale del museo in cui fu organizzata l'esposizione "Art Treasures of America" dedicata alle nuove donazioni, mise a disposizione il capolavoro di Fragonard, Fanciulla che legge, il Vaso di fiori di Jan Davidsz de Heem e la Famiglia dell'artista di John Singleton Copley.

### La collezione Kress

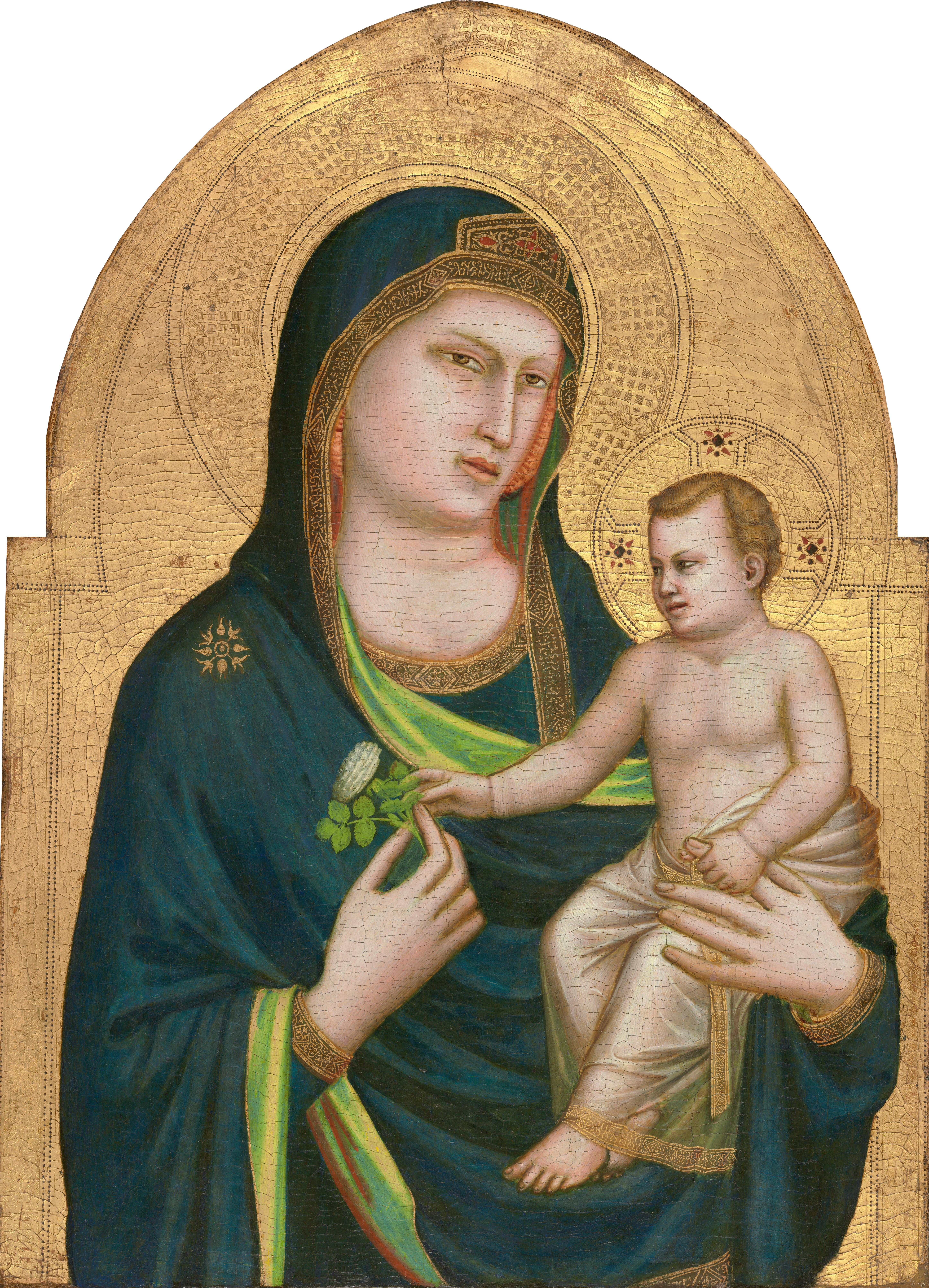
Giotto, Madonna col Bambino (1320-1330)

Nel 1939 il grande collezionista americano Samuel H. Kress seguì con entusiasmo l'esempio di Mellon, dopo aver abbandonato l'idea di realizzare un proprio museo dedicato al Rinascimento italiano, facendo dono alla nuova istituzione della sua straordinaria collezione. Kress, che era il ricchissimo proprietario di una catena commerciale, possedeva esclusivamente opere di scuola italiana, influenzato dall'amicizia e la collaborazione con lo storico dell'arte Bernard Berenson e con il mercante d'arte Alessandro Contini Bonacossi.
Kress era un collezionista attento e meticoloso, interessato anche a opere poco seguite dal mercato, come quelle del Seicento e del Settecento, che vennero rivalutate dalla critica solo dopo la Seconda guerra mondiale. La sua raccolta, che non si spinse mai oltre l'Ottocento, comprendeva sia capolavori di grandi artisti, sia testimonianze d'eccellenza delle scuole minori, nell'ottica di documentare ampiamente l'evoluzione dell'arte nei più svariati aspetti, legati a più scuole e più epoche. A differenza delle classiche "antologie di capolavori", che erano alla base dell'impostazione di ogni collezione privata, Kress creò qualcosa che potesse avere anche scopi didattici, nell'illustrare lo svolgimento della storia dell'arte italiana.
Con la crisi del 1929 raccolse numerose opere da collezioni private americane salvandole dalla dispersione: da queste operazioni ottenne, tra l'altro, la Madonna col Bambino di Giotto.
Tra le opere più interessanti delle sue collezioni, confluite poi in quelle del museo, ci sono il San Francesco riceve le stigmate e il San Giovanni Battista nel deserto di Domenico Veneziano, l'Adorazione dei pastori di Giorgione, due tavole dalla predella della Maestà del Duomo di Siena di Duccio di Buoninsegna o le opere del ferrarese Ercole de' Roberti.
L'accrescimento delle sue collezioni andò ben oltre la prima donazione e nel periodo tra il 1939 e il 1945 allargò gli orizzonti e le tematiche artistiche delle sue raccolte, acquistando opere oltre il Rinascimento italiano, quali esempi del Settecento veneto, dei fiamminghi (tra cui un vivace ritratto di van Dyck) e alcuni francesi. In seguito l'interesse verso le scuole straniere si amplificò e con l'ultima delle sue quattro donazioni, quella del 1961, dotò il museo di capolavori come la Maddalena di Bernardino Luini, il Portello e Canale del Brenta di Canaletto, il Ritratto di Agrippina e Germanico e il Ritratto di Brigida Spinola Doria di Rubens.

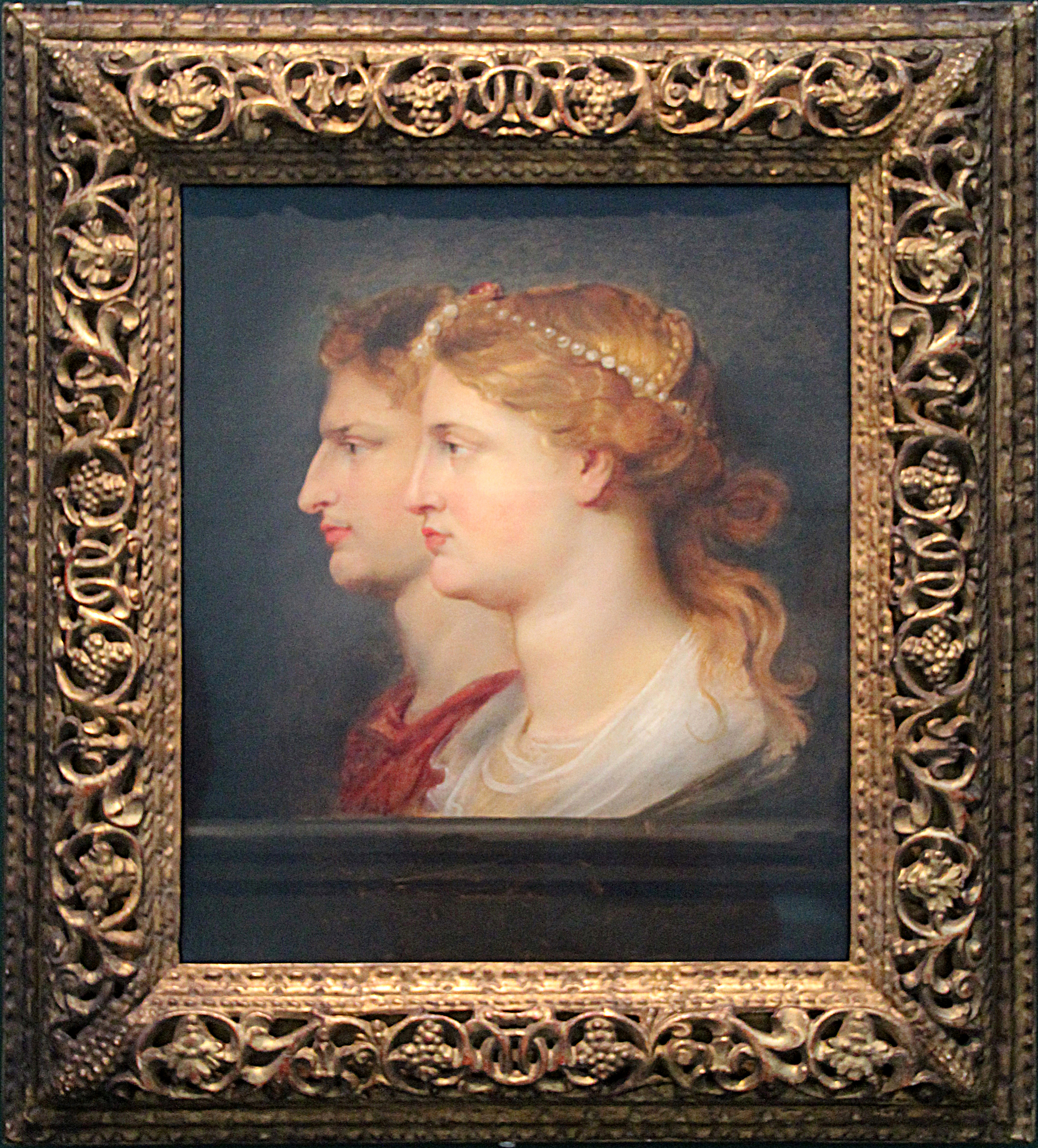
Ritratto di Agrippina e Germanico, Peter Paul Rubens, 1614

La collezione Kress è ospitata oggi in trentaquattro sale del museo.

### La collezione Widener

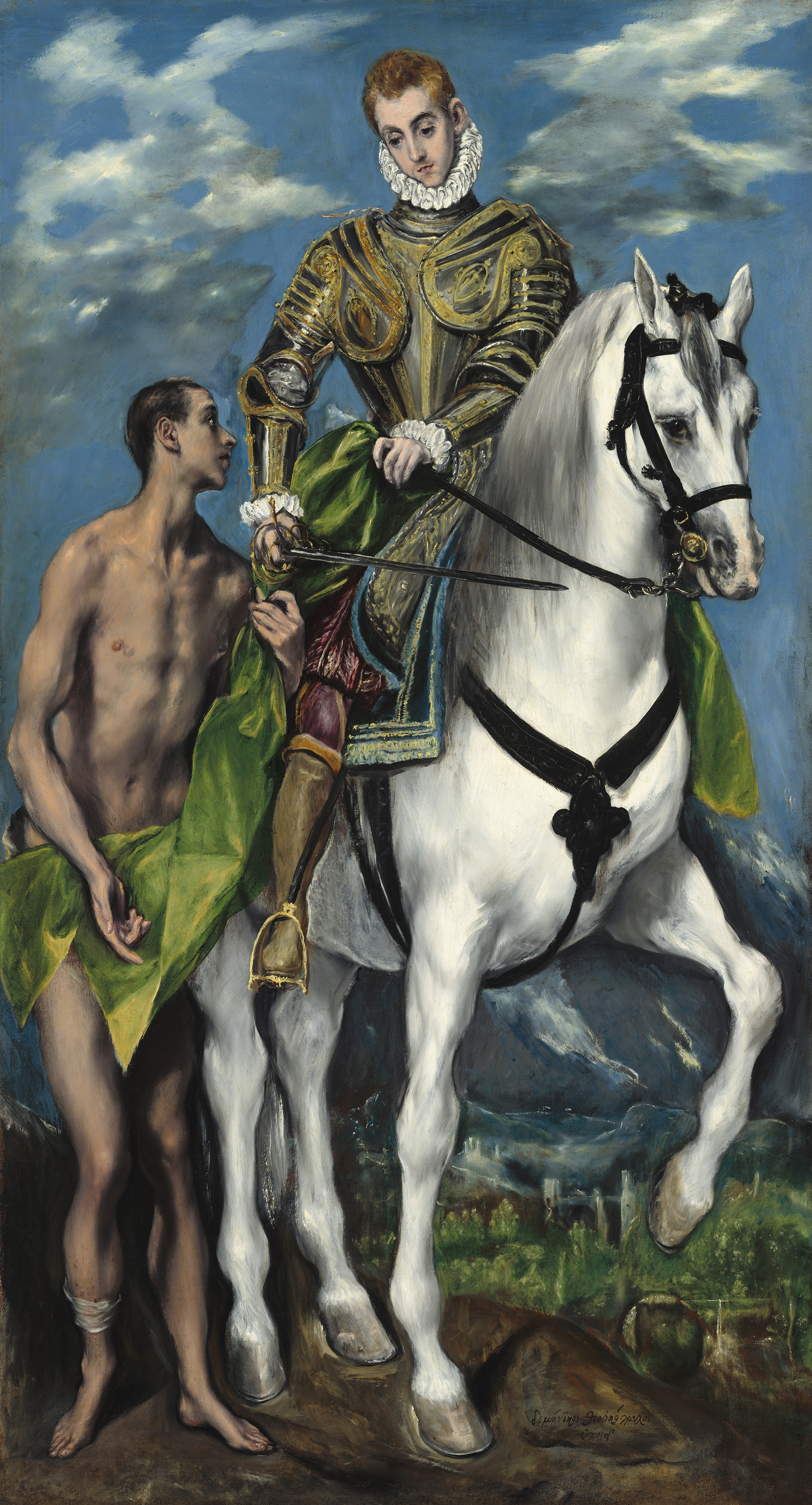
El Greco, San Martino e il mendicante (1597-1599).

Peter Arrell Brown Widener, originario di Filadelfia, era un importante magnate delle ferrovie con la passione per il collezionismo artistico fin dalla fine del XIX secolo. Si interessò soprattutto di Rinascimento italiano (con capolavori come la Piccola Madonna Cowper di Raffaello), di arte fiamminga dal Quattro al Seicento (pregevole il Ritratto della marchesa Elena Grimadi Cattaneo di van Dyck) e del Settecento inglese.
Dopo la sua morte, avvenuta nel 1915, la sua collezione fu continuata dal figlio Joseph Early Widener, che si appassionò di artisti ancora trascurati dalla critica, come El Greco, e di autori moderni come Manet (Torero morto), Renoir, Degas, Sargent e Whistler.
Le opere della collezione Widener pervennero al museo subito dopo la fondazione e nel 1942 vennero predisposte le sale destinate ad accoglierle. Per esplicita richiesta del donatore la collezione, composta di novantanove dipinti, quarantuno sculture e numerosissimi pezzi di arti "minori", doveva restare unita, per cui fu collocata interamente al pian terreno.

### Altre donazioni
Il museo è inoltre sponsorizzato da una serie di fondazioni private che regolarmente acquistano nuove opere, curano restauri ed effettuano donazioni di fondi e opere. Tra queste spiccano la Fondazione Coe (donatrice di opere di Thomas Gainsborough, Michiel van Mierevelt e Beechey) e la Fondazione Fuller (donatrice di opere di William Turner, Canaletto e Joshua Reynolds).
Inoltre fu di straordinaria importanza la collezione di arti grafiche di Lessing J. Rosenwald, con circa ventiduemila fogli di disegni, stampe e acquerelli.

## Sede
La collezione della National Gallery of Art ha sede in due edifici che si ergono al centro del Mall. Un corridoio sotterraneo, comprendente vari servizi, li collega l'uno all'altro. Il più antico dei due, inaugurato nel 1941, è stato progettato da John Russell Pope ed ha l'aspetto di un grande complesso neoclassico, imponente ma elegante, nel suo rivestimento in marmo rosa del Tennessee. Il secondo, inaugurato nel 1978, è opera dell'architetto cinese I. M. Pei: denominato East Wing, ospita le collezioni di opere novecentesche più moderne. Si tratta di un edificio dall'aspetto poligonale con una base a trapezio, dalle ardite forme che lo fanno assomigliare a un'enorme scultura moderna.
La possibilità di disporre di un edificio appositamente creato permise di attuare criteri museologici moderni e ben ponderati, senza le problematiche di dover adattare uno spazio già esistente comuni a molte collezioni antiche europee. Il criterio base dell'esposizione è legato ai canoni estetici tipicamente giapponesi, in cui l'opera d'arte è vista innanzitutto come fonte di piacere estetico, piuttosto che come documento storico. Per questo ogni opera è esposta in modo da ottimizzarne la contemplazione, senza elementi di distrazione esterni. Ciascun oggetto artistico si trova dislocato in uno spazio doppio tra opera e opera rispetto ai canoni normali dei musei, in modo da accentuarne l'isolamento, e i rivestimenti delle pareti, spesso lignei, sono studiati in modo da evidenziare il risalto di ciascun manufatto.

## Le opere maggiori

### Scuola italiana
Andrea del Castagno
- Ritratto d'uomo, 1450-1457
- David con la testa di Golia, 1450-1457

Antonello da Messina
- Madonna Benson, 1474-1477

Beato Angelico
- Guarigione di Palladia, 1438-1440

Giovanni Bellini
- Ritratto di giovane in rosso, 1485-1490
- Ritratto di condottiero, 1485-1500
- San Girolamo leggente nel deserto, 1505
- Continenza di Scipione, 1507-1508
- Bacco fanciullo, 1514 circa
- Festino degli dei, 1514

Sandro Botticelli
- Ritratto di Giuliano de' Medici, 1478-1480 circa
- Adorazione dei Magi, 1482 circa

Vittore Carpaccio
- Fuga in Egitto, 1500 circa

Cimabue (scuola)
- Maestà Kress, 1280 circa

Cima da Conegliano
- Madonna col Bambino tra i santi Girolamo e Giovanni Battista, 1492-1495
- Sant'Elena
- San Girolamo nel deserto
- Madonna col Bambino in trono tra due vergini martiri

Correggio
- Madonna Barrymore, 1508-1510 circa
- Matrimonio mistico di santa Caterina d'Alessandria e santi, 1510-1511 circa
- Cristo giovane nel Tempio, 1513 circa

Carlo Crivelli
- Madonna Cook, 1470
- Madonna Castiglioni, 1490 circa

Dosso Dossi
- Circe e i suoi amanti in un paesaggio, 1514-1516
- Enea e Acate sulla costa libica, 1520 circa

Duccio di Buoninsegna
- Vocazione di Pietro e Andrea, 1308-1311 circa
- Natività tra i profeti Isaia ed Ezechiele, 1308-1311 circa

Francesco del Cossa
- San Floriano, 1472-1473
- Santa Lucia, 1472-1473
- Crocifissione, 1472-1473

Gentile da Fabriano
- Madonna col Bambino, 1420-1423 circa
- Miracolo della tomba di san Nicola, pannello della predella del Polittico Quaratesi, 1425

Giorgione
- Sacra Famiglia Benson, 1500 circa
- Adorazione dei pastori Allendale, 1500-1505 circa
- Giovanni Borgherini col maestro-astrologo, 1505 circa
- Gentiluomo con un libro, 1510 circa

Giotto
- Madonna col Bambino, 1320-1330 circa

Leonardo da Vinci
- Ritratto di Ginevra de' Benci, 1474-1476 circa

Lorenzo di Credi
- Madonna Dreyfus, 1475-1480 circa

Lorenzo Lotto
- Allegoria della Virtù e del Vizio, 1505
- Allegoria della Castità, 1505 circa
- Adorazione del Bambino, 1523

Filippo Lippi
- Annunciazione, 1435-1440
- Madonna col Bambino, 1440 circa
- San Benedetto ordina a san Mauro di resuscitare san Placido, 1445-1450
- Adorazione dei Magi, 1455 circa

Andrea Mantegna
- Gesù bambino benedicente, 1455-1460 circa
- Ritratto virile, 1460-1470 circa
- Giuditta e l'ancella con la testa di Oloferne, 1495 circa

Masaccio
- Madonna dell'Umiltà, 1424-1425

Moretto
- Compianto sul Cristo morto, 1526-1530

Perugino
- Ritratto di Lorenzo di Credi, 1488

Piero della Francesca
- Sant'Apollonia, 1454-1469

Piero di Cosimo
- Visitazione con i santi Nicola e Antonio, 1490 circa

Pontormo
- Ritratto di monsignor Della Casa, 1540-1543 circa

Raffaello
- Piccola Madonna Cowper, 1504 circa
- San Giorgio e il drago, 1504-1506
- Grande Madonna Cowper, 1508 circa
- Madonna d'Alba, 1511
- Ritratto di Bindo Altoviti, 1514 circa

Ercole de' Roberti
- Dittico Bentivoglio, 1475 circa
- Moglie di Asdrubale coi figli, 1490-1493

Rosso Fiorentino
- Ritratto di giovane, 1522 circa

Sebastiano del Piombo
- Ritratto di donna come vergine saggia, 1510 circa

Corrado Giaquinto
- L' Autunno, 1740-1750
- L’ Inverno, 1740-1750

Giambattista Tiepolo
- Dama con il tricorno, 1755-1760

Tiziano
- Gentiluomo con un libro, 1510
- Ritratto di Andrea de' Franceschi a mezzo busto, 1532 circa
- Ritratto di Pietro Bembo, 1539
- Ritratto di Ranuccio Farnese, 1542
- San Giovanni Evangelista a Patmos, 1553-1555 circa
- Venere e Adone, 1560

Domenico Veneziano
- San Francesco riceve le stigmate, 1445 circa
- San Giovanni Battista nel deserto, 1445
- Madonna col Bambino, 1445-1450 circa

### Scuola francese
Maestro franco-fiammingo

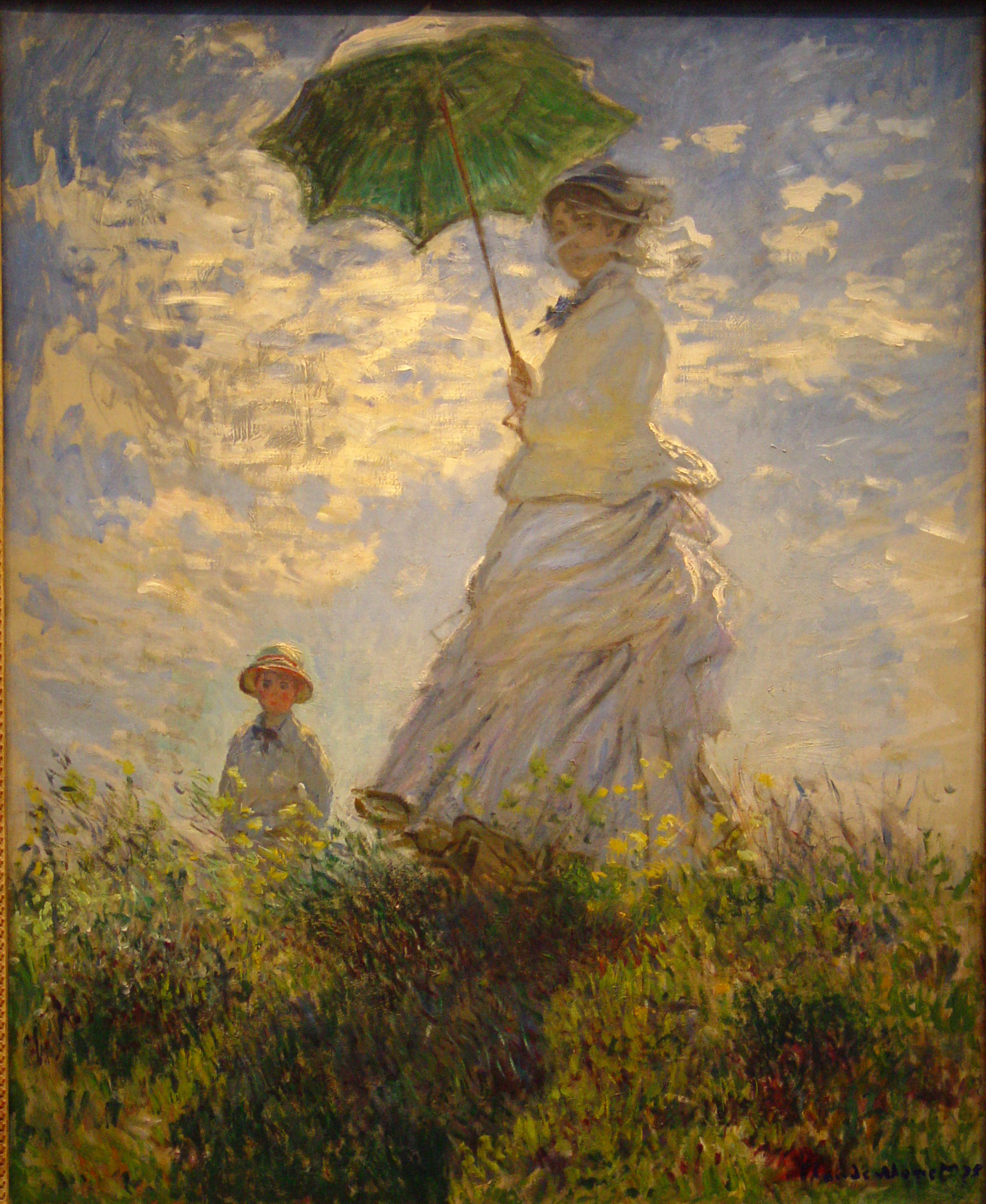
Claude Monet, La passeggiata (Camille Monet con il figlio Jean sulla collina) (1875)

Pierre-Auguste Renoir, Le Pont-Neuf (1872)

- Ritratto di gentildonna, 1410-1415 circa

Mary Cassatt
- Giovani donne nel palco, 1882
- Bambina che si sistema i capelli, 1886
- Bimba su una poltrona blu, 1878

Jean-Honoré Fragonard
- La lettrice

Edgar Degas
- Ritratto di Mary Cassatt, 1884 circa

Édouard Manet
- La ferrovia (Gare Saint-Lazaire), 1873
- "Ballo mascherato all'Opéra", 1873

Claude Monet
- La passeggiata (Camille Monet con il figlio Jean sulla collina), 1875

Pierre-Auguste Renoir
- Le Pont-Neuf, 1872

Henri Rousseau
- Bambino sulle rocce, 1895-1897

### Scuola spagnola
Salvador Dalí
- Ultima Cena (Dalí), 1955

Bartolomé Esteban Murillo
- Ritorno del figliol prodigo, 1667-1670

Pablo Picasso
- Arlecchino musicista, 1924

### Scuola fiamminga e olandese
Petrus Christus
- Natività, 1450 circa

Gerard David
- Riposo durante la fuga in Egitto

Hieronymus Bosch
- Morte di un avaro, 1494 circa

Rembrandt
- Suicidio di Lucrezia, 1664

Peter Paul Rubens
- Ritratto di Brigida Spinola Doria, 1606
- Ritratto di Agrippina e Germanico, 1614

Jan van Eyck
- Annunciazione, 1434-1436 circa

Rogier van der Weyden
- Ritratto di giovane donna, 1460 circa

Vincent van Gogh
- La Mousmé seduta, 1888

Jan Vermeer
- Donna con una bilancia (La pesatrice di perle), 1664 circa
- Donna che scrive una lettera, 1665 circa
- Fanciulla con cappello rosso, 1665 circa
- Fanciulla con flauto, 1665-1670

### Scuola tedesca
Albrecht Dürer
- Madonna Haller, 1498 circa

Lukas Cranach
- Crocifissione con la conversione del centurione, 1536

### Scuola Inglese
John Constable
- Wivenhoe Park, Essex 1816

### Scuola americana
Jackson Pollock
- Lavender Mist Number 1, 1950 +

Roy Lichtenstein
- Look Mickey, 1961